# Shara Zhienkulova
Shara (Gulshara) Zhienkulova (en kazakh: Шара Жиенқұлова. Verni (actual Almati), 18 de juliol de 1912 - Almati, 21 de maig de 1991) fou una ballarina, mestra i coreògrafa que va ser nomenada Artista del poble del Kazakhstan l'any 1938 i Artista d'Honor del Kazakhstan l'any 1936. És coneguda per crear múltiples balls, entre els quals s'inclouen moltes de les dances nacionals dels kazakhs, entre les quals, Ttattimbet, Aizhan Kyz, Kara Zhorga o Kyryk Kyz.

## Biografia
Gulshara Zhienkulova fou la catorzena filla de Baimolda Zhienkulov, un comerciant d'Almati. Entre 1929 i 19309 va estudiar a la Facultat d'Història de l'Institut Pedagògic del Kazakhstan. Pertanyia al clan Karakesek de la tribu Argyn.
El mestre i principal mentor de Shara fou Alexander Artemièvitx Alexàndrov, ex solista del teatre Bolxoi i soci d'Anna Pàvlova. Aquest inicià Shara a la dansa clàssica russa i treballaren conjuntament en la dansa Ttattimbet, considerada una de les millors danses kazakhs.
Entre els múltiples treballs que realitzà, s'inclouen la Filharmònica del Kazakhstan (1940-1962); la direcció del conjunt de dansa i cant de l'RSS del Kazakhstan (1962-1966) i la direcció de l'Escola Coreogràfica d'Almati (1966-1975).
És coneguda també pels seus viatges pel Kazakhstan tot recopilant les danses i balls tradicionals dels habitants.
Gulfayrus Ismailova va pintar un quadre anomenat Vals kazakh en honor de Shara Zhienkulova. Una de les actuacions més famoses creada per Zhienkulova duu el mateix nom; l'esmentada actuació va presentar-se per primer cop al Teatre Bolxoi de Moscou, de la ma de diferents ballarins durant la Dècada de la Literatura i les arts del Kazakhstan. Posteriorment ha estat representada en diferents escenaris, tant soviètics com internacionals.

## Premis i distincions
Al llarg de la seva vida, Shara Zhienkulova va rebre diferents medalles i distincions, entre les quals destaquen:
- Orde de Lenin
- Medalla pel Servei de Combat
- Artista del poble de la República Socialista Soviètica del Kazakhstan
- Medalla de la Distinció Laboral
- Orde de la Insígnia d'Honor
- Orde de la Bandera Roja del Treball (distinguda amb aquest guardó 2 vegades)
- Artista d'honor de la República Socialista Soviètica del Kazakhstan

## Filmografia
Malgrat que la seva principal ocupació era la dansa, també va participar en dues pel·lícules de producció soviètica:
- 1938 - Амангелді (фильм)
- 1957 - Біздің сүйікті дәрігер